# Escuela 2
Escuela 2 (en hangul, 학교 2) es una serie de televisión de Corea del Sur. Fue emitida por KBS 1TV y KBS 2TV desde el 8 de mayo de 1999 hasta el 27 de febrero de 2000, con una longitud de 42 episodios emitidos. Es la secuela de la serie «Escuela» emitida ese mismo año.

## Reparto

### Estudiantes
- Kim Heung Soo como Park Heung Soo.
- Kim Rae Won como Lee Han.
- Kim Min Hee como Shin Hye Won.
- Ha Ji Won como Jang Se Jin.
- Go Ho Kyung como Bae Yoo Mi.
- Hwang Yoon Min como Jung Ae Ra.
- Choo So Young como Kim Jung Yeon.
- Kim Min Joo como Yoon Ji Min.
- Kim Yong Woo como Yoo Shin Hwa.
- Shim Ji Ho como Han Tae Hoon.
- Kim Sung Joon como Kim Hyung Joo.
- Go Dong Hyun como Go Dong Il.
- Han Ah Young como Han Ah Young.
- Kwon Ji Hye como Seo Hee Jin.
- Lee Jung Ho como Lee Yong Goo.
- Park Joon Kyung como Park Joon Kyung.
- Lee Yo Won como Kim Yeon Jin.
- Lee Dong Wook como Lee Kang San.
- Tomo como Yoo Jin.

### Profesores
- Lee Chang Hoon como Lee Jae Ha.
- Jo Jae Hyun como Jo Jae Hyun.
- Myeong Kye Nam como Myeong Kye Nam.
- Lee Hye Sook como Yoon Yoo Ran.
- Lee Han-wi como Park Bok-man.
- Park Gwang Jeong como Park Gwang Do.
- Yang Jeong Ah como Na Min Joo.
- Park Joo Mi como Kim Jung In.
- Seo Kap Sook como Na Jung Hee.
- Choi Yong Min como No Il Pyeong.

### Apariciones especiales
- Soo Ae (ep. 10)
- Jung Si Ah (ep. 10)
- Jung Chan (ep. 20)
- Chun Jung Myeong (ep. 21)
- Hong Suk Chun (ep. 21)
- Moon Yeong Mi (ep. 33, 41)
- Shim Yang Hong